# جسر في بلدة ريد
جسر في بلدة ريد والمعروف في الأصل باسم قناة Wiconisco المائية، هو جسر قوسي حجري تاريخي، يمتد على طريق ولاية بنسلفانيا 147 في بلدة ريد مقاطعة دوفين ، بنسلفانيا. بني في عام 1840 كقناة. تبلغ مساحة مكان الإقامة 72 قدم (22 م) بطول 50 قدم (15 م). يتميز بحزام سير وغطاء حاجز.
أضيف إلى السجل الوطني للأماكن التاريخية في عام 1988.

## روابط خارجية
- Historic American Engineering Record (HAER) No. PA-496, "Wiconisco Canal Aqueduct No. 3, Spanning Powell Creek at State Route 147, Halifax, Dauphin County, PA", 3 photos, 10 data pages, 1 photo caption page